# Juan José Chuquisengo
Juan José Chuquisengo Orihuela es un concertista de piano peruano en clásico y world music, artista exclusivo de Sony Classical. Ha dado recitales y conciertos en importantes salas de más de 50 países del mundo. Fue distinguido por el Kennedy Center for the Performing Arts entre cientos de artistas americanos. Sus grabaciones para Sony han sido distinguidas por las principales revistas especializadas, su disco Trascendent Journey entre las ‘100 mejores discos clásicos de todos los tiempos’ ( http://www.diebesten100.de/staffel2.htmle ) incluido en una edición especial junto a Rubinstein y Glenn Gould ( http://klassik.sonymusic.de/Various/Die-Zeit-Genuss-Edition-Klavier/P/2686875 (enlace roto disponible en Internet Archive; véase el historial, la primera versión y la última). )
Desde el 2020 ha publicado cientos de sus grabaciones en internet con millones de streamings en SPOTIFY Y YOUTUBE  https://www.youtube.com/channel/UCh72MwFSPvz6m-RBh4CCDHA
Además dicta cursos en torno a la música en universidades y centros superiores de Europa, Estados Unidos, Latinoamérica y Asia. Más allá del repertorio clásico ha explorado el arte de Improvisación abierta en los más diversos estilos de World Music. 

## Biografía
Juan José Chuquisengo nació en el Perú. Aprendió música de oído y de manera autodidacta, estudiando luego en el Conservatorio. Luego de sus estudios partió muy joven a Europa para perfeccionarse en Alemania e Italia. 
Con el legendario director Sergiu Celibidache, quien sería su principal maestro y mentor,  se dedicó intensamente a la exploración del fenómeno musical,  que lo llevó a dejar los escenarios de conciertos por más de 7 años. Celibidache escribiría de Chuquisengo: ‘es un pianista eminente que no se sitúa por encima de la música sino que busca una auténtica correspondencia entre el mundo sonoro y el hombre’.
Desde su retorno a los escenarios de música mantiene una actividad creciente que lo lleva por diversos lugares del mundo.  Con el premio del Kennedy Center fue a vivir a Nueva York.  Sus grabaciones para Sony Classical fueron distinguidas por las revistas especializadas más prestigiosas como El BBC Music Magazine y 'Grammophone'. 
Junto a su actividad artística ha dictado seminarios, talleres y clases maestras en torno en América Latina y del Norte, Europa y Japón. Fue convocado a asumir una cátedra de música en la Academia Orquestal de la Fundación Barenboim en Sevilla.
Paralelamente ha estudiado composición y dirección orquestal, explorando el arte de Improvisación y los más diversos estilos de World Music que van desde el Jazz, fusión, la variada música latinoamericana (andina, tango, afroperuana, caribeña, bossa nova), así como música de otras culturas: africana, árabe, flamenco, tambores japoneses, cantos armenios, hindúes. Ha seguido estudios de Filosofía y Arte. A su vez es maestro de artes marciales, cinturón negro de Karate-Do y practicante e instructor de Kung Fu, Tai Chi y Qi Gong.

## Discografía
- SONY SPECIAL EDITION  (Rubinstein, Glenn Gould, Perahia, Kissin, Chuquisengo) http://klassik.sonymusic.de/Various/Die-Zeit-Genuss-Edition-Klavier/P/2686875 (enlace roto disponible en Internet Archive; véase el historial, la primera versión y la última).
- Trascendent Journey (2006). Obras de Bach, Haendel, Beethoven, Schumann, Prokofieff, etc  http://www.amazon.de/Transcendent-Journey-Chuquisengo-Juan-Jose/dp/B002K8BJR8/ref=sr_1_1?s=music&ie=UTF8&qid=1351004421&sr=1-1
- Ravel Piano Works (Sony BMG). Obras de Maurice Ravel. http://klassik.sonymusic.de/Juan-José-Chuquisengo (enlace roto disponible en Internet Archive; véase el historial, la primera versión y la última).